# Concerto per violino e orchestra (Berg)
Il concerto per violino e orchestra, simbolicamente intitolato "Alla memoria di un angelo", è l'ultima composizione del musicista Alban Berg, che morirà poco dopo l'ultimazione di tale opera. Dapprima titubante a comporre un lavoro del genere perché già impegnato nella creazione dell'opera Lulu, Berg si decise a comporre quando venne a sapere della morte per poliomielite della diciottenne Manon Gropius, figlia di Alma Mahler (ex-moglie di Gustav Mahler) e Walter Gropius, a cui era particolarmente affezionato. Così, molti storici hanno notato che invece di scrivere un concerto virtuosistico scrisse una specie di requiem senza parole; in pochi mesi il concerto fu ultimato e la prima esecuzione avvenne il 19 aprile 1936, dopo la morte dell'autore, con il committente Louis Krasner solista al violino. 

## Organico e struttura
Il concerto è composto per un'orchestra di medie dimensioni, di cui fanno parte, tra l'altro, un sassofono, un'arpa (per la cui parte Berg ha composto un noto glissando nel secondo movimento) e delle percussioni. L'opera è curiosamente suddivisa in due movimenti:
- Andante - Allegretto;
- Allegro - Adagio.

A titolo informativo si dirà che il primo movimento si apre con le quattro note a vuoto del violino.
Come molti lavori di Berg, anche questo è ricco di citazioni: dai vecchi valzer viennesi che talvolta affiorano nel corso dell'opera, al corale d'ispirazione funebre "Es ist genug" della cantata bachiana O Ewigkeit, du Donnerwort BWV 60. Ovviamente ogni spunto musicale altrui è inserito in un contesto tanto autonomo da rendere assai difficile all'ascoltatore accorgersi delle numerose citazioni presenti nel concerto.